# Robert P. Patterson
Pour les articles homonymes, voir Patterson.
Robert Porter Patterson, Sr., né le 12 février 1891 à Glens Falls (État de New York) et mort le 22 janvier 1952 à l'aéroport international de Newark-Liberty (New Jersey), est un militaire, juge et homme politique américain. Membre du Parti républicain, il est sous-secrétaire à la Guerre entre 1940 et 1945 sous la présidence de Franklin D. Roosevelt puis secrétaire à la Guerre entre 1945 et 1947 dans l'administration du président Harry S. Truman.

## Biographie
Robert P. Patterson est né le 12 février 1891 à Glens Falls (New York). Il est diplômé de l'Union College et de la Harvard Law School.
Il pratique le droit à New York un temps, puis sert dans l'Armée de terre des États-Unis lors de la Première Guerre mondiale. Il y atteint le rang de major et est décoré de la Distinguished Service Cross pour son héroïsme en France.
En 1930, le président des États-Unis Herbert Hoover le nomme juge de la United States District Court for the Southern District of New York (en). En 1939, le président Roosevelt le nomme à la Cour d'appel des États-Unis pour le deuxième circuit, où il travaille avec des juges tels Learned Hand, Augustus Noble Hand (en) et Thomas Walter Swan (en).
En 1940, après 15 mois sur le deuxième circuit, il quitte la cour pour rejoindre le département de la Guerre des États-Unis. Après quelques mois United States Assistant Secretary of War, Roosevelt le nomme sous-secrétaire à la Guerre. Robert P. Patterson y joue un rôle important dans la mobilisation des troupes pour la Seconde Guerre mondiale.

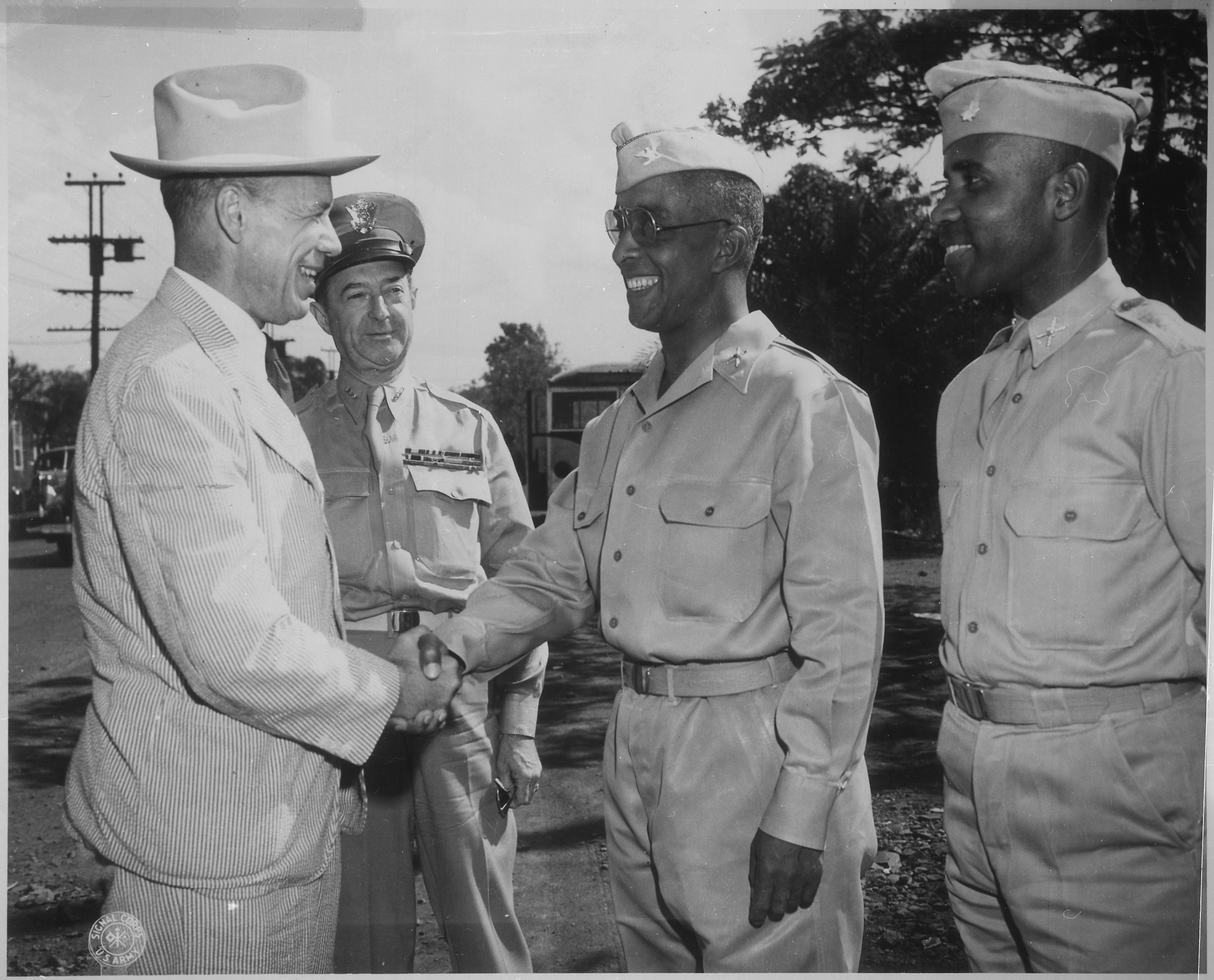
Patterson félicitant le colonel Chauncey M. Hooper à Hawaï (1943).

En 1945, le président Truman le nomme secrétaire à la Guerre. Truman voulait d'abord le nommer à la Cour suprême des États-Unis à la suite du départ de Owen J. Roberts, mais la démission de Henry L. Stimson l'a fait changer d'avis.
Robert P. Patterson prône l'union des corps armés (l'armée de terre et la marine). Le National Security Act de 1947 est un pas en ce sens, mais il a été révisé à plusieurs reprises (une dernière fois par le Goldwater-Nichols Act de 1986). Il travaille également à la déségrégation des forces armées, principalement aux derniers moments de la Seconde Guerre mondiale par la création des Tuskegee Airmen.
Il recommence à pratiquer le droit en 1947. Truman lui offre régulièrement à son ancien poste dans le deuxième circuit, mais Robert P. Patterson refuse, préférant pratiquer de manière privée. Son ancienne firme porte encore son nom aujourd'hui : Patterson Belknap Webb & Tyler (en).
Il devient plus tard président de l'Association of the Bar of the City of New York (en) ainsi que président du Council of Foreign Relations.
Il meurt le 22 janvier 1952 à bord de l'American Airlines Flight 6780 (en), qui s'écrase lors de son approche de l'aéroport international Newark Liberty.
Le fils de Patterson, Robert P. Patterson, Jr. (en), est juge fédéral dans le district sud de New York.